# Ri Tae-ung
Ri Tae-ung (...) è un ex calciatore nordcoreano.